# Меркітасіха
Меркіта́сіха (рос. Меркитасиха) — селище у складі Первоуральського міського округу Свердловської області.
Населення — 44 особи (2010, 47 у 2002).
Національний склад станом на 2002 рік: росіяни — 98 %.